# Шугайлово (Износковский район)
Шуга́йлово — историческая местность  в Износковском районе Калужской области России. До недавнего времени одноимённый населённый пункт — деревня.

## Название
«Шугай» — в говорах Калужской губернии означает «пугало», а корень «шугать»— «пугать, прогонять», особенно в отношении птиц. Окончание «ло» имеет смысл уменьшительного.
Возможно, что название деревни происходит от искажённого некалендарного имени Шугар.

## География
Находится в пределах Смоленско-Московской возвышенности Русской равнины, между упразднёнными населёнными пунктами Азарово и Прудищи, в ~ 4-х километрах от деревни Шевнево и ~ 2 км от деревни Павлищево, на обеих берегах реки Трубенка.

## История

### XIX век
1859—1863 годы: Согласно «Списку населённых мест Калужской губернии», Шугайлово — владельческая деревня 2-го стана Медынского уезда, при реке Шаня (ошибочно) на правую сторону тракта Медынь—Гжатск. В деревне 40 дворов и 280 жителей обоих полов.

### XX век
1930-е годы: В Шугайлово располагался Шугайловский сельсовет, в который входили окрестные сёла, в частности Пономариха.
1938 год: Уроженец деревни Шугайлово, Кукушкин Сергей Петрович, 1889 года рождения, член ВКП(б), председатель колхоза «Максим Горький», 25.03.1938 по 58-й статье (пункты 2, 10, 11) был приговорён к расстрелу.
Великая Отечественная война
сокращения: А — армия, ап — артиллерийский полк, сд — стрелковая дивизия, сп — стрелковый полк

#### 1942 год
26 января: 479 стрелковый полк 222-й стрелковой дивизии 33-й Армии вёл бои за овладение Шугайлово.
27 января: 1942 года, в 19:00, 479 сп после упорного боя занимает Шугайлово. Противник понёс потери и отошёл к западу, при отходе деревня была сожжена. 479 сп ведёт разведку в западном и юго-западном направлениях.
28 января: командирам 222, 110 и 160 сд поступило боевое распоряжение № 042 генерала-лейтенанта Ефремова.
По этому распоряжению 222-й сд следовало прекратить наступление на противника и форсированным маршем, под прикрытием ПВО и разведки, двигаться в направлении Прудищи, Шугайлово (3 км восточнее), Шанский завод, Ивлево, Беклеши, Износки, Белый камень, Замыцкое, Федотково, Дмитровка, Лосьмино. В район Износок дивизии приказано было прибыть к 29 января.
Командиру 110-й сд предписывалось получить у 222-й сд 1287 сп и подтянуть его в район Шугайлово вместе с лыжным батальоном, находящемся в Беклеши. Задачей 110-й сд становится прикрытие фланга главной группировки 33-й Армии с юга и юго-запада рубежа Шугайлово — Шанский завод — Глиньево — Клины (на илл.).
Согласно боевому распоряжению № 2 штаба 110-й дивизии, 1287-му полку совместно с 1-й и 2-й батареей 971-го артполка приказано рубеж Шугайлово — Шевнево и не допустить проникновения противника с юга и юго-запада 